# السيدة بليس

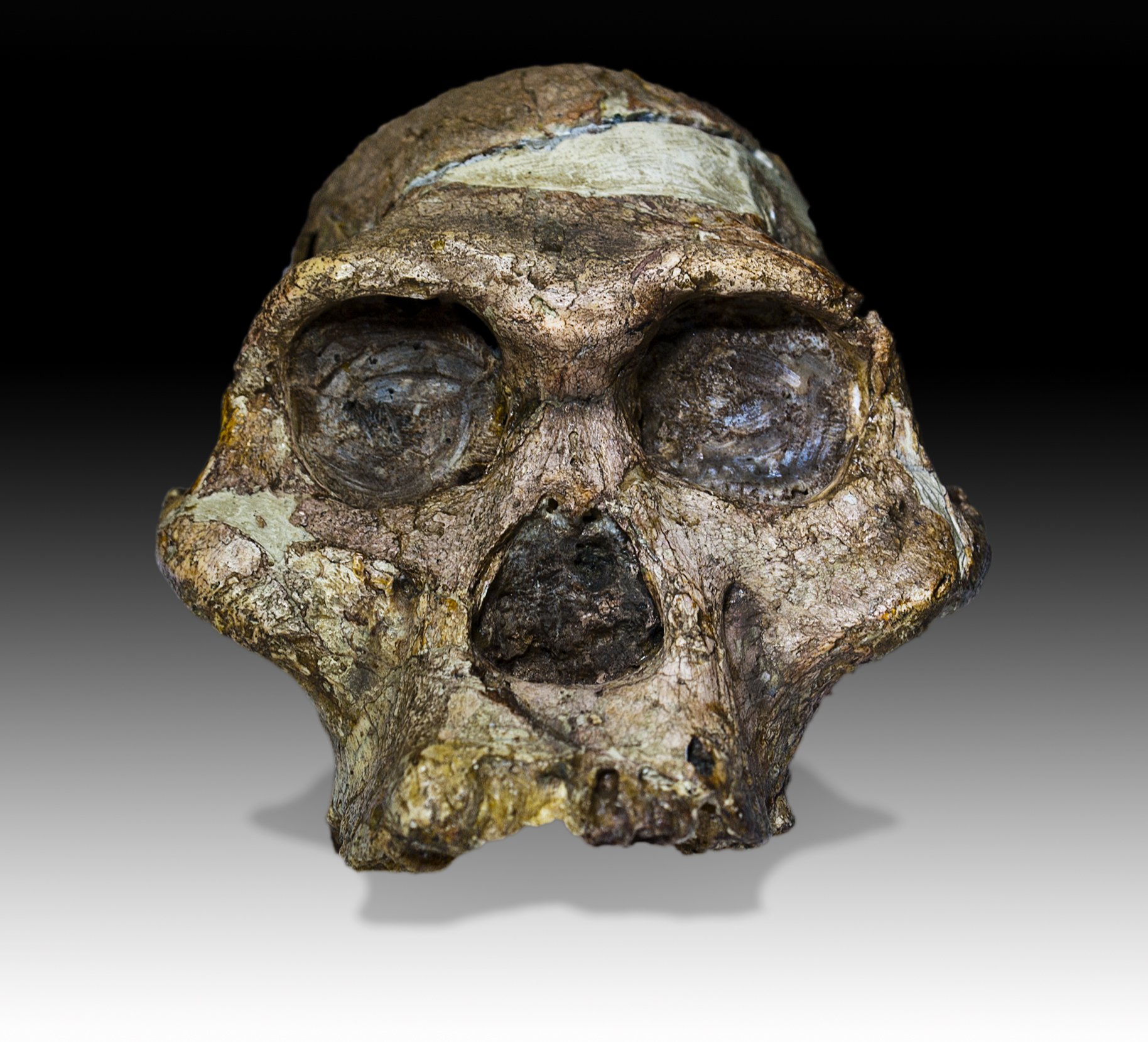
وجه السيدة بليس

السيدة بليس هو لقب أُطلق على الجمجمة الأكثر اكتمالاً من بين جميع جماحم نوع أوسترالوبيثيكوس الأفريقي التي تمّ العثور عليها حتّى الآن. تمّ العثور على العديد من الأحفوريّأت الخاصّة بنوع الأوسترالوبيثيكوس قرب منطقة ستيركفونتين التي تبعد ما يقارب الـ 40 كيلومتراً (25 ميل) إلى الشمال الغربي من مدينة جوهانسبورغ في مقاطعة ترانسفال بجنوب أفريقيا والتي يُطلق عليها اليوم اسم «مهد البشرية، موقع تراث عالمي».
تمّ اكتشاف السيدة بليس من قبل روبرت بروم وجون تالبوت روبنسون في الثامن عشر من شهر نيسان/ أبريل من العام 1947. انقسمت جمجمة السيدة بليس إلى قسمين اثنين وفُقدت بعض البقايا منها نتيجة استخدام روبرت بروم للديناميت والمعول أثناء عمليّاته بالتنقيب. ومع ذلك، فإن السيدة/ السيد بليس هي واحدة من أكمل جمامم أسلاف الإنسان التي تمّ العثور عليها على الإطلاق. جمجمة السيدة بليس محفوظة الآن في متحف ديستونغ الوطني (المعروف باسم متحف ترانسفال) للتاريخ الطبيعي في مدينة بريتوريا في الجزء الشمالي من مقاطعة غوتنغ بجنوب أفريقيا.
تمّ إطلاق لقب «السيدة بليس» على الجمجمة من قبل زملاء عمل روبرت بروم قليلي الخبرة، اللّقب مشتقّ من الترميز العلمي Plesianthropus transvaalensis بليسيانثروبوس ترانسفالينسيس (شبه بشري من ترانسفال) والتي أدرجها بروم فيما بعد مع نوع أوسترالوبيثيكوس أفريكانوس. يشار إلى هذه العيّنة في المنشورات العلميّة باسم «STS 5 إس تي إس 5».
يعتبر جنس أوسترالوبيثكس، الذي يحوي على عدّة أنواع، السلف المحتمل لجنس الإنسان (هومو)، والذي تنتمي إليه البشريّة جمعاء. على الرغم من أن القحف الذي امتلكه الأوسترالوبيثيكس يشبه قحف الشمبانزي، إلا أنّ الأسترالوبيثكس سار بشكلٍ معتدل، تماماً كما يمشي البشر. وشكّل هذا الاكتشاف مفاجأةً لعلماء الأنثروبولوجيا في ذلك الوقت، لأنّه كان من المفترض أنّ العقل البشري الكبير لجنس الإنسان (هومو) كان متفوّقاً على -أو على الأقل تطوّر مع- مشية البشر المعتدلة. كانت السيدة بليس، التي تبلغ سعة جمجمتها حوالي 485 سم مكعب (29.6 بوصة مكعبة)، واحدة من أوائل الأحافير التي كشفت أنّ المشي في وضع مستقيم قد تطوّر بشكلٍ جيّد قبل أيّ نموّ كبير في حجم الدماغ.
جنس العيّنة ليس مؤكّدًا تمامًا حتّى الآن، وبذلك فقد تكون السيدة بليس هي في الواقع السيّد بليس. علاوة على ذلك، أشار تحليل الأشعة السينية لأسنان العينة (انظر أدناه) إلى أنّ صاحب العيّنة كان يافعاً. وبالتالي، فإنّ تحديد فيما إذا كانت عيّنة بليس تعود إلى رجل أو لإمرأة يعتبر أمراً ممكناً.
درس عالم الحفريات القديم، البروفيسور فريدريك إي غرين، مورفولوجيا الأسنان عند السيّدة/ السيّد بليس بهدف تحديد جنسها. باستخدام التصوير المقطعي المحوسب (CT) قارن غرين صور الأشعّة المقطعية للسيّدة بليس المسمّاة إس تي إس 5 التي استخدمها ويبر وزملاؤه في تجاربهم، مع الصور الشعاعيّة المقطعية لأحدث جماجم أوسترالوبيثيكوس أفريكانوس من ستيركفونتين. سمحت هذه الفحوص لغرين بإعادة بناء صور جذور الأسنان، من أجل معرفة كيف تطورت الأضراس والأنياب. خلصت هذه الدراسة إلى أن السيدة/ السيد بليس كانت بالفعل أنثى في منتصف العمر، ومع ذلك، فلم تتمّ تسوية هذه قضيّة جنس العيّنة بشكل كامل، لأنّ بعض الدراسات الأخرى وصلت إلى الاستنتاج المعاكس.
اقترح بعض الخبراء أنّ الهيكل العظمي الجزئي، والمعروف فقط بالرمز إس تي إس 14 (STS 14) -الذي تم اكتشافه في نفس سنة اكتشاف السيدة بليس وفي نفس الرواسب الجيولوجيّة وعلى مقربة منها- قد ينتمي إلى هذه الجمجمة. في حال كان هذا الاقتراح صحيحًا، فإنّه سيجعل من السيدة بليس النظير الجنوب أفريقي للأحفورة الشهيرة (لوسي LUCY). قدّمت هذه الجمجمة -إلى جانب أحفوريّات أخرى اكتُشِفَت في بلدة تونج وموقع ستيركفونتيان وموقع ماكابانسغات- أدلّةً دامغة لصالح فرضية تشارلز داروين بأنّ أصل الإنسان يرجع إلى القارّة الأفريقيّة.
تم ّتحديد عمر الحفريّة بحوالي 2.05 مليون سنة وذلك بالاستعانة بمزيح من تقنيّات المغناطيسيّة الحفريّة، والتأريخ باستخدام نظائر اليورانيوم- رصاص.
حصلت السيدة بليس في عام 2004 على المرتبة الخامسة والتسعين في قائمة أعظم 100 جنوب أفريقي، التي وُضعت من قبل شبكة تلفزيون SABC 3 وشبكة E.TV.